# Френска болонка
Френската болонка (на френски: Bichon frisé или Bichon à poil frisé) e дребна порода кучета от семейството на болонките.

## История на породата
Прието е да се смята, че породата е френска, но в действителност тя е създадена по време на Ренесанса в Италия през 14 в. като кръстоска между малтийската болонка и други декоративни малки породи, главно пудели. Била е позната в цялото Средиземноморие, но след като е пренесена на Канарските острови си спечелва името Тенерифе (по името на най-големия от Канарските острови) и е позната под това название много дълго време. Във Франция е внесена през 16 в. по време на царуването на Франсоа I, който превръща френската болонка в свой любимец, но истински триумф породата преживява при крал Анри III, който става неин страстен поклонник. Между 17 и 19 в. френската болонка добива широка популярност из кралските и аристократични кръгове на Европа, тя присъства в салоните на всички знатни дами (известно е например, че Мадам дьо Помпадур е притежавала няколко такива болонки), рисувана е от художници като Франсиско Гоя. Едва от началото на 20 в. френската болонка започва да се отглежда масово не само от аристократи, но от широки слоеве на населението и бързо се разпространява. Двете световни войни през първата половина на 20 в. нанасят много сериозни щети на развъдниците на френски болонки, но от средата на века и особено от 70-те години на 20 в. те възвръщат популярността си. Официално породата е призната едва в 1933 г., тогава е приет и нейният стандарт под номер 215.

## Характеристика
Максималната височина на тези кучета е 30 см. Имат дълга, къдрава, изключително мека козина. Според стандарта на Международната федерация по кинология цветът на козината на чистокръвната порода задължително е бял. Има весел, игрив характер и се нуждае от непрекъснати ласки и внимание. Чудесно подхожда за градски условия, но въпреки това има нужда от редовни разходки на чист въздух и движение.